# Légion hanovrienne
La Légion hanovrienne fu un'unità dell'esercito della Francia napoleonica, costituita nel 1803 reclutando uomini del disciolto esercito dell'Elettorato di Hannover.
La legione, composta da un reggimento di fanteria leggera e un reggimento di cacciatori a cavallo, servì sotto comando francese in particolare nel corso degli scontri della guerra d'indipendenza spagnola; a seguito delle pesanti perdite patite nella battaglia di Fuentes de Oñoro, la legione fu sciolta nell'agosto 1811 e i suoi uomini riassegnati ad altre unità.

## Storia

### Creazione
Alla ripresa delle ostilità tra Francia e Regno Unito nel maggio 1803, dopo la rottura della pace di Amiens siglata nel marzo 1802, un esercito francese al comando del generale Édouard Adolphe Casimir Joseph Mortier invase il territorio dell'Elettorato di Hannover, possedimento dinastico del re Giorgio III del Regno Unito; numericamente soverchiato, il piccolo ma professionalmente addestrato esercito hannoveriano depose le armi senza opporre resistenza. Su disposizione dello stesso primo console Napoleone Bonaparte, fu disposto di reclutare i soldati del disciolto esercito hannoveriano in una "legione" al servizio della Francia, composta da un'unità di cavalleria e un reggimento di fanteria leggera.
Un centro di reclutamento fu istituito a Celle per riunire le reclute della costituenda legione, anche se le previsioni di Napoleone dovettero essere riviste al ribasso: in effetti, la maggior parte degli effettivi del vecchio esercito hannoveriano si rifiutò di prestare servizio sotto gli occupanti e fuggì in vario modo in Inghilterra, andando a costituire il primo nucleo della King's German Legion britannica; l'amministrazione francese dovette quindi fare appello a volontari provenienti da altre zone della Germania. A dispetto di questi sforzi, la fanteria della legione arrivò ad annoverare solo un mezzo battaglione invece dei due inizialmente progettati; solo la cavalleria della legione riuscì a mettere assieme un numero soddisfacente di effettivi con cui costituire un reggimento di cacciatori a cavallo.

### Operazioni del reggimento di fanteria
A metà del 1804 Napoleone ordinò di trasferire la Legione hannoveriana sul suolo francese, sperando così di porre un freno all'alto tasso di diserzioni che si registrava nei suoi ranghi. L'unità fu inizialmente destinata al presidio delle regioni costiere francesi affacciate sul Mar Mediterraneo e sull'Oceano Atlantico, prima di essere incorporata nel 1807 all'interno del "Corpo d'osservazione della Gironda" del generale Jean-Andoche Junot.
Nel novembre 1807 il corpo di Junot fu impegnato nell'invasione francese del Portogallo, andando a occupare Lisbona ma venendo poi sconfitto dalle forze britanniche di Arthur Wellesley (il futuro Duca di Wellington) nella battaglia di Vimeiro il 20 agosto 1808; la successiva convenzione di Sintra portò al rimpatrio in Francia dell'armata di Junot su navi britanniche, cosa che consentì alla maggior parte degli hannoveriani di disertare il servizio francese e unirsi ai ranghi della King's German Legion. Riorganizzata, la legione tornò in azione in Spagna l'anno successivo ancora inserita nelle forze agli ordini di Junot, anche se successivamente passò nell'armata del maresciallo Nicolas Jean-de-Dieu Soult impegnata contro le forze britanniche di John Moore nel nord del paese; alla fine del 1809, ridotto negli effettivi a non più di 300 uomini, il battaglione hannoveriano fu integrato nell'armata del maresciallo Michel Ney.

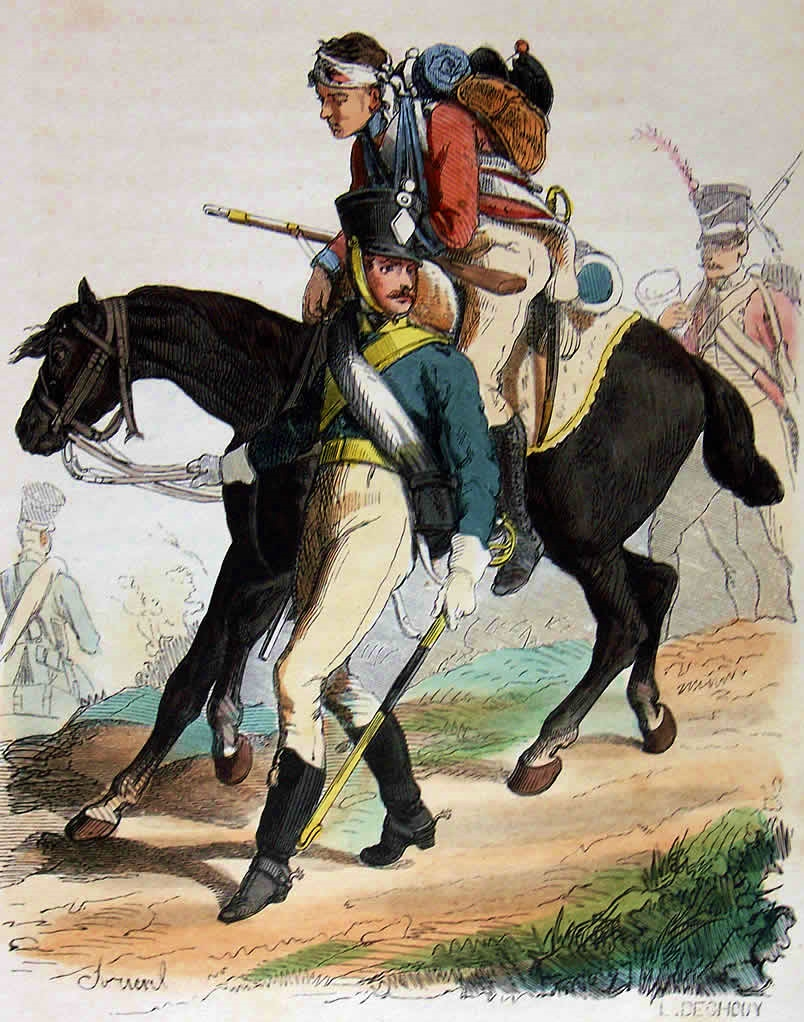
Tavola di Jean Sorieul nel 1854 raffigurante un cacciatore della Legione che trasporta sul suo cavallo un fante ferito della stessa unità

Nel 1810 la fanteria della legione fu rinforzata nei ranghi e portata all'equivalente di due battaglioni, grazie alle nuove reclute arrivate dal deposito reggimentale e all'integrazione degli effettivi del disciolto Régiment de Westphalie (un'altra unità di tedeschi al servizio della Francia). La fanteria della legione prese quindi parte alla nuova invasione del Portogallo lanciata dall'armata del maresciallo Andrea Massena, partecipando ai vittoriosi assedi di Ciudad Rodrigo (aprile-luglio 1810) e di Almeida (agosto 1810) e alla sconfitta francese contro le forze anglo-portoghesi di Wellington nella battaglia del Buçaco (27 settembre 1810). Come il resto delle forze di Massena, la legione hannoveriana subì pesanti perdite nel corso della campagna e, ridotta a non più di 600 effettivi, fu ancora pesantemente impegnata nel corso della battaglia di Fuentes de Oñoro il 3 maggio 1811 contro gli anglo-portoghesi; nel corso dell'azione il battaglione hannoveriano, a causa delle sue uniformi rosse, fu scambiato per un'unità britannica e fatto oggetto di ripetuto fuoco amico da parte dei reparti francesi.
Le pesanti perdite subite a Fuentes de Oñoro portarono infine alla dissoluzione della Légion hanovrienne nell'agosto 1811, e i superstiti furono riassegnati a vari altri reggimenti dell'armata francese comprendenti soldati di origine tedesca.

### Operazioni del reggimento di cavalleria
Nel 1805, mentre il reggimento di fanteria rimaneva di stanza in Francia, il reggimento di cavalleria fu distaccato dall'organico della Legione e inviato in Italia per partecipare alle operazioni francesi nella regione dopo lo scoppio della guerra della terza coalizione; assegnato all'"Armata di Napoli" nel marzo 1806, il reggimento partecipò alle operazioni per l'occupazione francese del Regno di Napoli. I cacciatori a cavallo hannoveriani guerreggiarono nel sud del Regno durante i fatti dell'insurrezione calabrese per poi, nel giugno 1807, essere richiamati in patria e, dopo un breve periodo come truppe d'occupazione in Prussia, essere inviati a combattere in Spagna.
Una volta nella Penisola iberica, il reggimento fu inquadrato nella brigata di cavalleria del generale Jean-Baptiste Franceschi-Delonne, assegnata all'armata del maresciallo Soult impegnata contro i britannici di Moore; nel corso della ritirata delle forze di Moore vero La Coruña nel dicembre 1808 - gennaio 1809, i cacciatori hannoveriani ebbero modo di scontrarsi con gli ussari della King's German Legion. Il reggimento tornò in azione il 17 marzo 1809 nel corso della battaglia di Braga in Portogallo, ma a quella data l'unità era stata fortemente ridotta nell'organico dalle perdite subite e solo alla fine dell'anno, con l'arrivo di colonne di rinforzo, gli effettivi furono riportati a circa 1.000 uomini suddivisi in quattro squadroni.
Così aumentati, i cacciatori hannoveriani parteciparono all'invasione del Portogallo da parte di Massena nel 1810, subendo di nuovo forti perdite. Così come accaduto al reggimento di fanteria, anche il reggimento di cavalleria fu sciolto nell'agosto 1811 e i suoi uomini distribuiti tra altre unità di cavalleria francesi.

## Uniformi
Alla sua costituzione nel 1803, la fanteria della Legione fu equipaggiata attingendo ai magazzini del disciolto esercito dell'Hannover e pertanto la sua uniforme si ispirava notevolmente a quella passata: la giacca era rossa con risvolti, colletto e paramani bianchi, i pantaloni erano bianchi e come copricapo era portato un bicorno nero. Nel 1808 i fanti hannoveriani furono riequipaggiati con uniformi di taglio più francese, comprendenti una giacca rossa con risvolti, colletto e paramani blu scuro, panciotto, pantaloni e buffetterie bianche e ghette nere o bianche; come copricapo fu adottato il tipico sciaccò cilindrico portato dalla fanteria francese dell'epoca, recante sul fronte un emblema a losanga con l'aquila imperiale e la scritta "Légion hanovrienne" e sulla cima un pennacchio verde.
L'uniforme dei cacciatori a cavallo era invece del tutto analoga a quella dei cacciatori a cavallo francesi dell'epoca: giacca senza risvolti verde scuro con paramani e colletto gialli, pantaloni gialli o verde scuro e stivali; come copricapo era portato lo sciaccò cilindrico oppure un basso colbacco nero ornato da una piuma bianca e gialla.